# Kringsjå (Oslo)

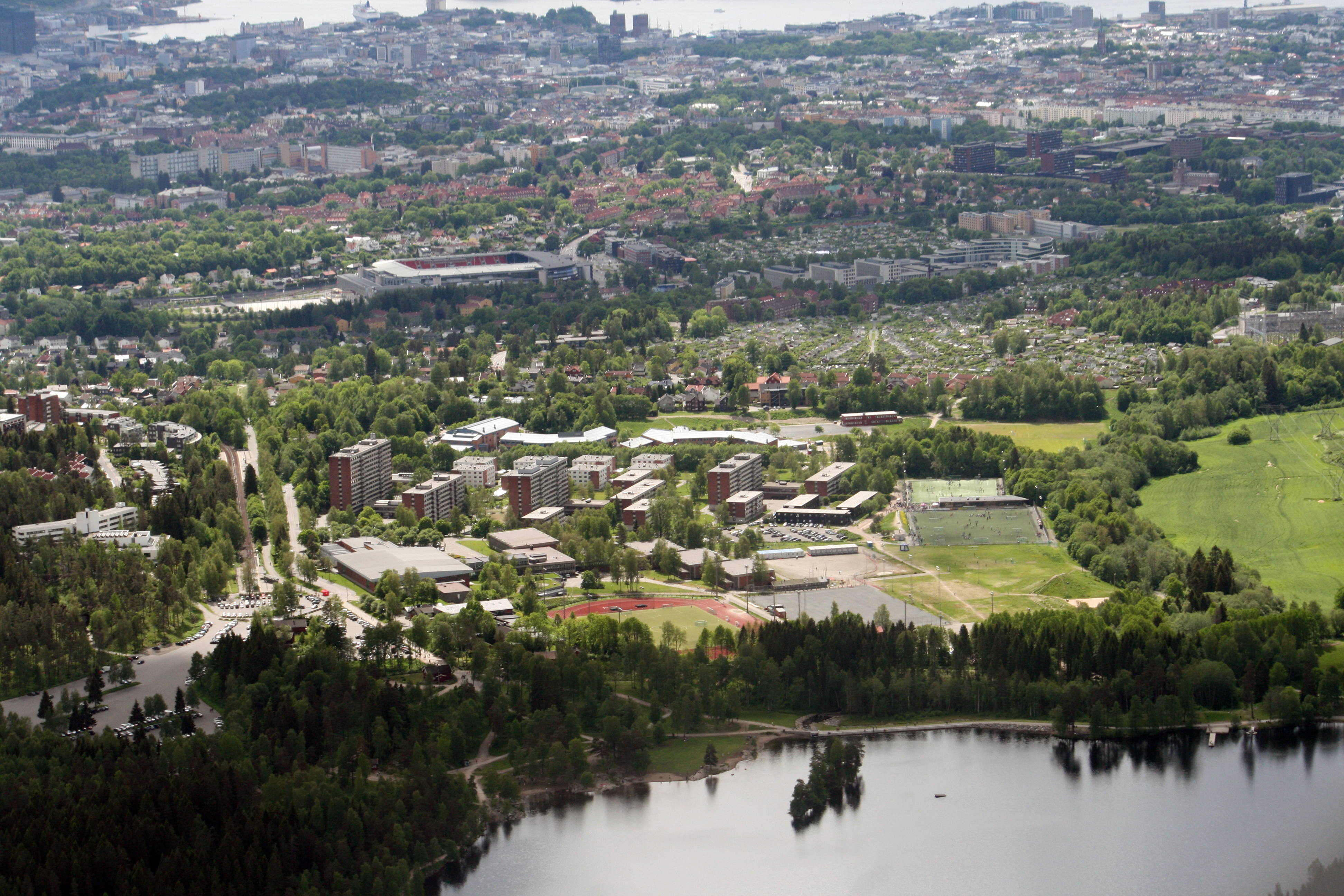
Sognsvann en Kringsjå gezien vanuit het noorden

Kringsjå is een wijk in het stadsdeel Nordre Aker, gelegen in het noordelijke deel van de Noorse hoofdstad Oslo. De wijk bestaat voornamelijk uit huizenblokken en herenhuizen. 

## Grenzen
De wijk ligt net ten zuiden van het meer Sognsvann en grenst in het noorden en het westen volledig aan het natuurgebied Nordmarka. In het zuiden wordt het gebied afgebakend door de Carl Kjelsensweg en het parkje ten zuiden van de Nordbergschool.

## Gebouwen en infrastructuur
Kringsjå is vernoemd naar de gelijknamige boerderij die zich op het perceel van de huidige Folke Bernadotteweg 27B, 27C en 27D bevond. Vanaf deze plek heb je een prachtig uitzicht over de stad en het Oslofjord. Restanten van de originele boerderij werden in de jaren '70 van de twintigste eeuw gesloopt.
In de wijk liggen de metrostations Kringsjå en metrostation Sognsvann van lijn 5 (Sognsvannlijn) van de metro van Oslo. Deze voorheen enkelsporige lijn uit 1934 is in 1993 heropend als metrolijn. Lange tijd kende het gebied weinig bebouwing buiten een paar boerderijen en enkele blokhutten, maar vanaf de jaren zestig ontwikkelde het gebied zich. Het eerste deel van de in Kringsjå gelegen studentenhuisvesting werd geopend tussen 1967 en 1970. De volledige studentenhuisvesting (inclusief Fjellbirkeland dat in 1991 werd geopend) bestaat nu uit ca. 2000 huizen. 
De Noorse Sporthogeschool ligt in Kringsjå, net zoals het Nationaal Archief. De Nordbergschool voor middelbaar onderwijs, de Kringsjåschool voor basisonderwijs en een tennishal zijn gevestigd op een gezamenlijk complex in het zuidwesten van Kringsjå. Daarnaast bevinden zich er twee supermarkten, een kleuterschool en een dokterspost.